# Тарлан (Ерак)
Тарлан (перс. طرلان) — село в Ірані, у дегестані Аміріє, в Центральному бахші, шахрестані Ерак остану Марказі. За даними перепису 2006 року, його населення становило 571 особу, що проживали у складі 161 сім'ї.

## Клімат
Середня річна температура становить 11,67°C, середня максимальна – 30,86°C, а середня мінімальна – -10,40°C. Середня річна кількість опадів – 268 мм.
| Клімат поселення                              | Клімат поселення | Клімат поселення | Клімат поселення | Клімат поселення | Клімат поселення | Клімат поселення | Клімат поселення | Клімат поселення | Клімат поселення | Клімат поселення | Клімат поселення | Клімат поселення | Клімат поселення |
| Показник                                      | Січ.             | Лют.             | Бер.             | Квіт.            | Трав.            | Черв.            | Лип.             | Серп.            | Вер.             | Жовт.            | Лист.            | Груд.            |                  |
| Середній максимум, °C                         | 6,42             | 8,07             | 12,14            | 18,43            | 23,68            | 29,56            | 30,86            | 30,66            | 25,91            | 19,68            | 12,46            | 7,08             |                  |
| Середня температура, °C                       | −1,99            | −0,34            | 3,75             | 10,02            | 15,27            | 21,16            | 25,12            | 24,91            | 20,17            | 13,94            | 6,72             | 1,34             |                  |
| Середній мінімум, °C                          | −10,4            | −8,75            | −4,67            | 1,61             | 6,87             | 12,75            | 19,38            | 19,17            | 14,44            | 8,20             | 0,99             | −4,38            |                  |
| Норма опадів, мм                              | 39               | 38               | 49               | 35               | 29               | 5                | 1                | 1                | 0                | 8                | 25               | 38               |                  |
| Середньомісячна швидкість вітру, м/с          | 1.51             | 2.34             | 2.95             | 3.12             | 2.50             | 2.40             | 2.34             | 2.22             | 2.16             | 2.09             | 1.89             | 1.65             |                  |
| Середньомісячна сонячна радіація, кДж/м²·день | 9305             | 12459            | 15034            | 18365            | 22482            | 27014            | 25908            | 24244            | 21287            | 15818            | 11081            | 9030             |                  |
| --------------------------------------------- | ---------------- | ---------------- | ---------------- | ---------------- | ---------------- | ---------------- | ---------------- | ---------------- | ---------------- | ---------------- | ---------------- | ---------------- | ---------------- |
| Джерело:                                      |                  |                  |                  |                  |                  |                  |                  |                  |                  |                  |                  |                  |                  |